# Timesitheus
Gaius Furius Sabinius Aquila Timesitheus (?-243), cunoscut sub numele de Timesitheus, a fost un cavaler roman din secolul III d.Hr. El a fost principalul consilier al împăratului Gordian al III-lea.
Timesitheus a fost originar dintr-o familie de rang equestrian. Cariera politică și-a început-o în timpul dinastiei Severilor. A fost promagistrat în Hispania, apoi, între 218 - 222, a fost procurator al provinciei Arabia. Din 220, a deținut procuratura în Siria, Palestina, Bithynia, Pont, Paphlagonia, Germania Inferior, Gallia Belgica, Gallia Aquitania și mai apoi Gallia Lugdunensis.
În 241, Gordian al III-lea l-a ridicat pe Timesitheus la funcția de prefect al gărzii pretoriene. În același an, în mai, Gordian s-a căsătorit cu fiica lui Timesitheus, Tranquillina. Timesitheus s-a dovedit un conducător abil și a cârmuit de facto Imperiul Roman.
Pe plan extern, Timesitheus a întărit provincia Africa Proconsularis, apoi a pornit războiul cu Imperiul Sasanid, pentru că șahul Shapur I invadase Mesopotamia romană. În 243, Timesitheus i-a înfrânt pe perși în Bătălia de la Resaena, recucerind orașele Carrhae (azi Harran) și Nisibis. În același an, Timesitheus s-a înbolnăvit și a murit. Gordian l-a înlocuit 
cu Filip Arabul.